# Allium caespitosum
L'Allium caespitosum és una espècie de planta nativa de Xinjiang i el Kazakhstan, a l'Àsia central. Creix en regions desertiques, moltes vegades en deserts sorrencs.
L'Allium caespitosum produeix agrupacions de petits bulbs. Els escaps són arrodonits en secció i arriben fins als 20 cm de llargada. Les fulles són molt estretes, més estretes que els escaps. Les flor són blanques o rosa clar.